# Національний день кота
День кота (День кішок) — неофіційне свято на честь кішок, яке відзначається по всьому світу. У День кішки люди віддають данину вдячності цим тваринам за їх заслуги, демонструють їм своє шанування і любов.

## Святкування Дня котів
Міжнародним Днем кішок є 8 серпня. Його ініціатором став у 2002 році Міжнародний фонд Animal Welfare, щоб привернути увагу до жорстокого поводження із котами й розповісти, як їх захистити та забезпечити комфортне життя. У деяких країнах це свято відзначається в інші дні:
- У США Днем кішки є 29 жовтня. За твердженням сайту Національного дня кішки[2], свято відзначається з 2005 року за підтримки Американського товариства з запобігання жорстокого поводження з тваринами.
- В Японії День кішки відзначається 22 лютого. Це пов'язано з тим, що японською мовою нявкання кішки передається як «нян-нян-нян». «Нян» також може означати «два», а «два-два-два» можна розцінити як 22 лютого. В цей день в Токіо проводиться фестиваль дня котів, де кішки виграють призи за найунікальнішу поведінку. Свято проводиться з 1987 року, коли його вперше організував виконавчий комітет дня котів спільно з організацією з виробництва кормів за результатами опитування[3].
- У Польщі день кота святкується 17 лютого. Учасники свята грають з вовняними клубками та в кульмінації всі опиняються обмотані різноколірними нитками[4].
- В Італії 17 листопада святкується День чорного кота. У середні віки чорні коти винищувалися інквізицією, позаяк їх вважали помічниками диявола. Зараз італійці намагаються загладити провину перед ними й нагадати всім, що кішки друзі людей і ні в чому не винні.
- Кожні три роки у другу неділю травня в Бельгії, в місті Іпр, проводиться котячий парад.